# Mirza ghassemi
Mirza ghassemi (en persan : میرزاقاسمی / mirzâ-qâsemi) est un hors-d'œuvre ou plat principal du nord de l'Iran (originaire de la province du Guilan) à base d'aubergines cuites au tandoor ou grillées, typique de la région de la mer Caspienne.
Ce plat consiste en des aubergines assaisonnées avec de l'ail, de la tomate, du curcuma, de l'huile ou du beurre, du sel et du poivre avec des œufs pour assurer le liant. Il peut être préparé en ragoût et est normalement servi avec du pain ou du riz. Une variante dans laquelle des courgettes remplacent des aubergines s'appelle kadoo ghassemi.